# Jonathan Klinsmann
Jonathan Klinsmann (* 8. dubna 1997, Mnichov, Německo) je americko-německý fotbalový brankář a mládežnický reprezentant USA, od července 2017 hráč klubu Hertha BSC.
Je synem bývalého německého fotbalového reprezentanta a později trenéra Jürgena Klinsmanna. Má občanství Německa a USA.

## Klubová kariéra
- FC Bayern Mnichov (mládež) 2008–2009[2]
- Irvine Lasers (mládež)[2]
- FC Blades (mládež)[2]
- Strikers FC (mládež) 2010–2015[2]
- California Golden Bears 2015–2017[2]
- Hertha BSC 2017– [3]

## Reprezentační kariéra
Jonathan Klinsmann nastupoval za americké reprezentace U18 a U20.

Na šampionátu CONCACAF hráčů do 20 let získal se spoluhráči premiérový titul pro USA v této kategorii, ve finále v kostarickém San José vychytal výhru 5:3 proti Hondurasu.
Zúčastnil se Mistrovství světa hráčů do 20 let 2017 v Jižní Koreji, kam se tým USA kvalifikoval po vítězství na šampionátu CONCACAF.